# Тарнобжегское воеводство
Тарнобжегское воеводство (пол. Województwo tarnobrzeskie) — существовавшее в Польше в период 1975—1998 годов как основные единицы административного деления страны.
Одно из 49 воеводств Польши, которые были упразднены в итоге административной реформы 1998 года. Занимало площадь 6283 км². В 1998 году насчитывало 609 100 жителей. Столицей воеводства являлся город Тарнобжег.
В 1999 году территория воеводства отошла к Свентокшискому воеводству, Подкарпатскому воеводству и Люблинскому воеводству.

## Города
Города Тарнобжегского воеводства по числу жителей (по состоянию на 31 декабря 1998 года):
| 1. Сталёва-Воля (72 718) 2. Тарнобжег (51 612) 3. Сандомир (26 720) 4. Сташув (17 280) 5. Ниско (15 646) 6. Нова-Демба (12 478) 7. Янув-Любельский (12 125) | 1. Поланец (9306) 2. Опатув (7114) 3. Рудник-над-Санем (6866) 4. Ожарув (5347) 5. Чмелюв (3222) 6. Завихост (1987) 7. Улянув (1445) 8. Баранув-Сандомерский (1434) |

## Население
| Год       | 1975    | 1980    | 1985    | 1990    | 1995    | 1998    |
| Население | 534 900 | 556 300 | 580 500 | 599 100 | 609 300 | 609 100 |